# Povlje
Povlje – wieś w Słowenii, w gminie miejskiej Kranj. W 2018 roku liczyła 554 mieszkańców. 